# Roman Bierła

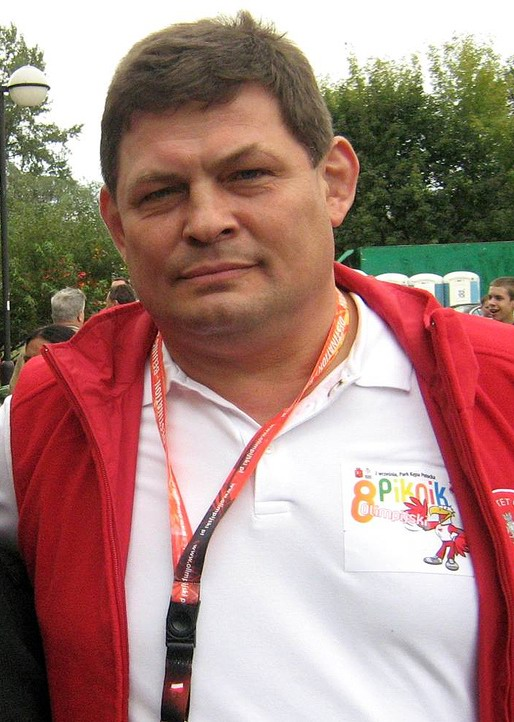
Roman Bierła

Roman Bierła (* 21. März 1957 in Kattowitz) ist ein ehemaliger polnischer Ringer. Er war Gewinner einer Silbermedaille bei den Olympischen Spielen 1980 in Moskau im griechisch-römischen Stil im Schwergewicht.

## Werdegang
Roman Bierła begann als Jugendlicher 1971 mit dem Ringen und wurde Mitglied des Sportclubs GKS Katowice. Er konzentrierte sich dabei ganz auf den griechisch-römischen Stil. Im Laufe seiner Karriere waren Stanislaw Turow, Jan Adamszek, Antoni Masternak und Janusz Tracewski seine Trainer. Von Beruf war Roman Bierla Elektromonteur. Während seiner Ringerkarriere übte er diesen Beruf aber nicht aus.
Seinen ersten großen Erfolg auf der internationalen Ringermatte erzielte er bei der Junioren-Weltmeisterschaft 1975 in Chaskowo, wo er im Schwergewicht (damals bis 100 kg Körpergewicht) den 3. Platz belegte. Noch erfolgreicher war er bei der Junioren-Weltmeisterschaft 1977 in Las Vegas, denn dort gewann er im Schwergewicht den Weltmeistertitel vor Wiktor Letow aus der Sowjetunion und dem Ungarn Bodo. 
Bei den Senioren startete er 1978 bei der Europameisterschaft in Oslo und verpasste dort mit dem 4. Platz knapp eine Medaille. Er unterlag dabei den Superringern Nikolai Balboschin aus der Sowjetunion und Georgi Rajkow aus Bulgarien, die in jenen Jahren das Ringergeschehen in dieser Gewichtsklasse beherrschten. Auch bei der Weltmeisterschaft dieses Jahres in Mexiko-Stadt unterlag er gegen Rajkow. Außerdem musste er auch von Refik Memišević aus Jugoslawien eine Niederlage hinnehmen und landete damit auf dem 7. Platz.
Bei der Europameisterschaft 1979 in Bukarest besiegte Roman Bierła u. a. den deutschen Meister Hans-Günter Klein und den starken Rumänen Vasile Andrei, musste sich aber erneut Nikolai Balboschin geschlagen geben. Er wurde aber Vize-Europameister und feierte damit seinen ersten großen Erfolg bei einer internationalen Meisterschaft bei den Senioren. Bei der Weltmeisterschaft 1979 in San Diego besiegte er Tamás Gáspár aus Ungarn und Refik Memišević, unterlag aber diesmal gegen Vasile Andrei. Gegen Georgi Rajkow hielt er den Kampf lange Zeit offen. Dabei erhielte beide Ringer vom Kampfgericht zwei Passivitätsverwarnungen. Kurz vor Schluss bekam Roman Bierła dann eine dritte Verwarnung, die seine Disqualifikationsniederlage bedeutete. Nach Expertenmeinungen, die in der Fachzeitschrift Athletik nachzulesen sind, war dies aber eine Fehlentscheidung, denn nach deren Meinung hätte Rajkow die dritte Verwarnung eher verdient gehabt als Bierła. Da aber wie meist im Sport Tatsachenentscheidungen nicht umgeworfen werden, schied Roman Bierła aus und kam auf den 5. Platz.
Bei der Europameisterschaft 1980 in Prievidza besiegte Roman Bierła u. a. den sowjetischen Starter Michail Saladse, unterlag aber erneut gegen Georgi Rajkow. Im Kampf gegen József Farkas aus Ungarn wurde er zusammen mit Farkas wegen Passivität disqualifiziert. Diese Ergebnisse reichten aber zum Gewinn der EM-Bronzemedaille. Den größten Erfolg seiner Laufbahn erzielte Roman Bierła dann bei den Olympischen Spielen 1980 in Moskau mit dem Gewinn der Silbermedaille im Schwergewicht. Er besiegte dort u. a. seine alten Konkurrenten Vasile Andrei und Refik Memišević. Im Endkampf um die Goldmedaille stand er wieder Georgi Rajkow gegenüber und unterlag diesem wieder durch Disqualifikation mit der dritten Passivitätsverwarnungen, wobei auch Rajkow zwei Passivitätsverwarnungen hatte.
Nach den Olympischen Spielen 1980 nahm Roman Bierła ein Sportstudium an der Sporthochschule AWF in Warschau auf. 1981 ging Roman Bierła, der eine deutschstämmige Frau hatte, aber mit dieser in die Bundesrepublik Deutschland. Er rang dort für den SV Siegfried Hallbergmoos in der deutschen Bundesliga, hatte aber große Schwierigkeiten, sich in dem ganz anderen System zurechtzufinden. Er wollte auch die deutsche Staatsangehörigkeit annehmen, um seine internationale Ringerkarriere fortsetzen zu können. Als sich diese Bemühungen hinzogen, kehrte er 1983 nach Polen zurück.
1984 qualifizierte er sich in Polen für die polnische Ringerstaffel, die an den Olympischen Spielen in Los Angeles teilnehmen sollte. Aufgrund des Boykotts dieser Spiele durch die sozialistischen Staaten, konnte er dort aber nicht antreten. 1985 startete er aber bei der Weltmeisterschaft in Kolbotn bei Oslo, erreichte dort aber nur den 6. Platz. Auch bei der Europameisterschaft 1986 in Athen reichte es für ihn im Schwergewicht nur zu diesem Platz. 
1986 erhielt Roman Bierła in Polen in Andrzej Wroński einen harten Konkurrenten, den er nicht mehr besiegen konnte. Seine internationale Laufbahn war damit nach der Europameisterschaft 1986 beendet. In den folgenden Jahren ging er wieder in die BRD und rang dort noch einige Jahre für den KSV Wiesental und den AV Reilingen in der Ringer-Bundesliga. 1996 übernahm er das Traineramt bei seinem polnischen Stammverein GKS Katowice.

## Internationale Erfolge
(OS = Olympische Spiele, WM = Weltmeisterschaft, EM = Europameisterschaft, GR = griechisch-römischer Stil, S = Schwergewicht, damals bis 100 kg Körpergewicht)
- 1975, 3. Platz, Junioren-WM in Chaskowo, GR, S, hinter Walentin Mizgaitis, UdSSR u. Apostolow, Bulgarien, vor Vasile Andrei, Rumänien u. Arabizadeh, Iran;

- 1977, 1. Platz, Junioren-WM in Las Vegas, GR, S, vor Wiktor Letow, UdSSR, Bodo, Ungarn u. Andrej Dimitrow, Bulgarien;

- 1978, 2. Platz, "Klippan"-Turnier, GR, S, hinter Michail Saladse, UdSSR u. vor Thore Hem, Norwegen;

- 1978, 4. Platz, EM in Oslo, GR, S, mit Siegen über Ivan Savin, Rumänien u. Jerker Svensson, Schweden u. Niederlagen gegen Nikolai Balboschin, UdSSR u. Georgi Rajkow, Bulgarien;

- 1978, 7. Platz, WM in Mexiko-Stadt, GR, S, nach Niederlagen gegen Georgi Rajkow u. Refik Memišević, Jugoslawien;

- 1979, 2. Platz, "Klippan"-Turnier, GR, S, hinter Nikolai Balboschin u. vor Jerker Svensson und Roger Öberg, Schweden;

- 1979, 2. Platz, EM in Bukarest, GR, S, mit Siegen über Hans-Günter Klein, BRD, Allan Karing, Dänemark u. Vasile Andrei, Rumänien u. einer Niederlage gegen Nikolai Balboschin;

- 1979, 5. Platz, WM in San Diego, GR, S, mit Siegen über Tamás Gáspár, Ungarn u. Refik Memišević u. Niederlagen gegen Vasile Andrei u. Georgi Rajkow;

- 1980, 2. Platz, Großer Preis der BRD in Aschaffenburg, GR, S, hinter Nikolai Balboschin u. vor Vasile Andrei, Georgi Rajkow, József Farkas, Ungarn u. Hans-Günter Klein, BRD;

- 1980, 3. Platz, EM in Prievidza, GR, S, mit Siegen über Michail Saladse u. Oldřich Dvořák, Tschechoslowakei u. Niederlagen gegen Georgi Rajkow u. József Farkas, Ungarn;

- 1980, Silbermedaille, OS in Moskau, GR, S, mit Siegen über Svend Erik Studsgaard, Dänemark, Georgios Pikilidis, Griechenland, Vasile Andrei u. Refik Memišević u. einer Niederlage gegen Georgi Rajkow;

- 1985, 6. Platz, WM in Kolbotn bei Oslo, GR, S, hinter Andrej Dimitrow, Bulgarien, Tamás Gáspár, Anatoli Fedorenko, UdSSR, Vasile Andrei u. Josef Tertelj, Jugoslawien;

- 1986, 3. Platz, Großer Preis der BRD in Freiburg im Breisgau, GR, S, hinter Vasile Andrei u. Uwe Neupert, DDR, vor Thomas Horschel, DDR, Fritz Gerdsmeier, BRD u. Dusan Masar, Tschechoslowakei;

- 1986, 6. Platz, EM in Athen, GR, S, hinter Josef Tertelj, Thomas Horschel, Istvan Illes, Ungarn, Dusan Masar u. Anatoli Fedorenko

## Polnische Meisterschaften
Roman Bierła wurde in den Jahren 1978, 1979, 1983 und 1987 polnischer Meister im Schwergewicht, griechisch-römischer Stil.